# Банківська система Бутану
Банківська система Бутану — система кредитно-фінансових установ королівства Бутан, основу якої становлять Королівське валютне управління Бутану і Банк Бутану. Також існують різні фонди та страхові компанії, які переважно належать державі. Натепер розвиток банківського сектору лише розгортається.

## Характеристика
Формуванню банківської системи було покладено у 1968 року створенням національного комерційного Банку Бутану. 1982 року утворено Королівське валютне управління Бутану, що стало виконувати функції Національного банку. Саме ця установа регулює банківську та іншу кредитну діяльність в королівстві. Відділення цих двох банків діють в усіх містах Бутану. На 2017 рік діють 47 філій Банку Бутану. Втім в країні тривалий час були відсутні окремі банкомати. Лише у 199 році було відкрито 10 банкоматів Банку Бутану (до 2015 року їх кількість зросла до 60).
Також з середини 1980-х років утворюються кредитно-фінансові установи, страхові компаній та фонди. 1988 року засновано Корпорацію з фінансового розвитку Бутану. Вона допомагає Королівському валютному управлінню з наданням фінансових послуг у сільській місцевості, насамперед це стосується надання кредитів для впровадження нових технологій в аграрному секторі, придбання худоби, вирішенні сезонних завдань. Також через Корпорацію відбувалося кредитування з Азійського банку розвитку. 1991 року Корпорацію з фінансового розвитку Бутану було приватизовано.
Небанківські фінансові установи також були створені в рамках процесу економічної модернізації. У 1975 році засновано Королівську страхову корпорацію Бутану зі штаб-квартирою у м. Пхунчолінг. 1980 року створено Фонд довіри бутану, що має функції кредитної установи. Кошти спрямовуються в промисловий та торговельний розвиток. Водночас самі бутанці мають смогу придбати акції та інвестувати в Фонд довіри, отримуючи дивіденди. 1986 року створено Резервний фонд державних службовців. 1993 року було створена біржу Королівський цінних паперів Бутану (RSEB).
У 1997 році Фонд довіри було перетворено на Національний Банку Бутану. Він став другим комерційним банком країни. Надалі Druk Holding & Investments (єдиним акціонером є міністерство фінансів Бутану) банк «Druk PNB». До 2018 року утворено Бутанський банк розвитку та «Бхутанський Т-Банк». 